# Лайк Настя
«Лайк Настя» (англ. Like Nastya) — группа из нескольких видеоблогов на сайте YouTube, предназначенных для детской аудитории. Рассказывают о жизни девочки Анастаси́и Радзи́нской, в том числе основной канал — о посещении ей детских парков развлечений в разных странах.

## История

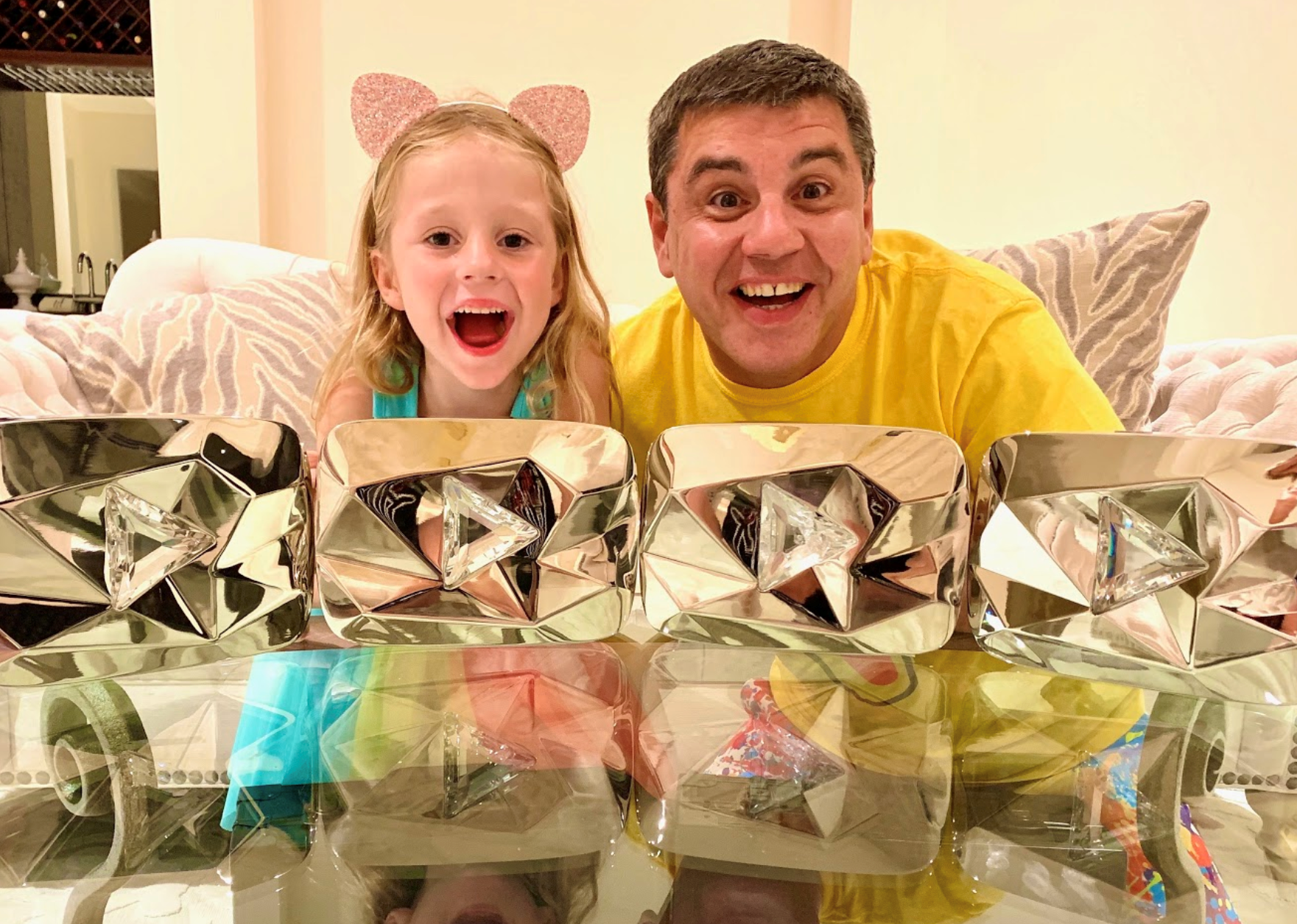
Анастасия и её отец с их четырьмя бриллиантовыми кнопками YouTube.

Анастасия Радзинская родилась в Краснодаре в 2014 году. При рождении ей диагностировали детский церебральный паралич; врачи предположили возможность того, что она никогда не сможет говорить.
Её мать Анна Радзинская имела свадебный салон в Краснодаре, который, по её словам, приносил 300 тысяч рублей в месяц. Отец имел строительную фирму с 20 сотрудниками, которая была несколько более прибыльной, но доход был нестабильным.
В 2015 году родители продали свои компании и в январе 2016 года создали канал Like Nastya. Изначально он работал в распространённом жанре распаковки игрушек и имел небольшое число подписчиков, но позднее переквалифицировался на показ детских парков развлечений в разных странах. За первые 7 месяцев семья организаторов посетила 6 стран.
Эта деятельность требовала 1-1,5 миллиона рублей в месяц, которые семья организаторов сначала брала из своих денежных средств, но позднее видеоблог стал окупаться. Денежные средства брались из партнёрской программы YouTube.
По оценкам аналитика Ярослава Андреева, основателя WildJam, доход канала на 2017 год составлял порядка 5 миллионов рублей в месяц. Оценка основана на том факте, что в русскоязычном сегменте один миллион просмотров одного видео с одной рекламной вставкой на канале, участвующем в партнёрской программе, приносит порядка 7 тысяч рублей.
В 2018 году Анастасия и её семья переехали в США, в штат Флорида.
Её каналы дублируются на английский, немецкий, арабский, бенгальский, французский, португальский, хинди, испанский, вьетнамский языки.

## Статистика
| Канал            | Подписчики, млн | Просмотры, млрд | Кнопки | Кнопки | Кнопки | Кнопки | Кнопки  |
| Канал            | Подписчики, млн | Просмотры, млрд | Серебряная кнопка YouTube, которой награждают за достижение каналом отметки в 100 000 (сто тысяч) подписчиков | Золотая кнопка YouTube, которой награждают за достижение каналом отметки в 1 000 000 (один миллион) подписчиков | Бриллиантовая кнопка YouTube, которой награждают за достижение каналом отметки в 10 000 000 (десять миллионов) подписчиков |        |         |
| Канал            | Подписчики, млн | Просмотры, млрд | 100 тыс | 1 млн | 10 млн | 50 млн | 100 млн |
| ---------------- | --------------- | --------------- | --- | --- | --- | ------ | ------- |
| Like Nastya      | 120             | 105,08          | 2017 | 2018 | 2018 | 2020   | 2022    |
| Like Nastya Show | 43,8            | 20,9            | 2017 | 2017 | 2019 |        |         |
| Like Nastya ESP  | 41,1            | 20,5            | 2017 | 2017 | 2019 |        |         |
| Like Nastya AE   | 26,9            | 13,6            | 2019 | 2019 | 2020 |        |         |
| Like Nastya PRT  | 13,9            | 12,7            | 2019 | 2019 | 2020 |        |         |
| Like Nastya Vlog | 21,3            | 9,8             | 2016 | 2017 | 2018 |        |         |

По состоянию на август 2022 года основной канал, Like Nastya, занимает 7-е место по числу подписчиков среди всех каналов на YouTube, а также 5-е по количеству просмотров. В июне 2022 года ненадолго побыла на 6 месте по количеству подписчиков. Bloomberg называет Анастасию самой популярной детской звездой YouTube.
По данным Forbes, Анастасия в 2019 году заработала 18 миллионов долларов США, заняв третье место среди самых высокооплачиваемых YouTube-блогеров. В 2020 году она оказалась на седьмой строчке рейтинга с доходом в 18,5 миллиона долларов, а в 2021 году заняла шестое место с годовым заработком в 28 миллионов долларов.
Помимо Анастасии и её родителей, созданием видео занимаются ещё двое видеоредакторов. Каналы Like Nastya поддерживаются многоканальной сетью Yoola.
Основной канал рассказывает о посещении Настей детских парков развлечений в разных странах. Также снимаются постановочные игровые видео с героями российского мультсериала «Маша и Медведь».